# Torralba de Aragón (kommunhuvudort)
Torralba de Aragón är en kommunhuvudort i Spanien.   Den ligger i provinsen Provincia de Huesca och regionen Aragonien, i den nordöstra delen av landet, 300 km nordost om huvudstaden Madrid. Torralba de Aragón ligger 395 meter över havet och antalet invånare är 113.
Terrängen runt Torralba de Aragón är huvudsakligen platt, men söderut är den kuperad. Runt Torralba de Aragón är det glesbefolkat, med 8 invånare per kvadratkilometer. Närmaste större samhälle är Tardienta, 5,3 km norr om Torralba de Aragón. Trakten runt Torralba de Aragón består till största delen av jordbruksmark.